# Agrément
L'agrément est la reconnaissance officielle qui émane d'une autorité reconnue, qu'une personne possède la formation et les qualités nécessaires pour recevoir un titre professionnel et qu’elle rencontre les critères spécifiques de compétences associés à la pratique dans son domaine d'expertise.

## Droit français
L'agrément peut être, entre autres sens, une autorisation administrative d'exercer une profession, une activité dans un domaine déterminé.
On parle également de l'agrément des associations.
L'agrément est la procédure par laquelle les associés de certaines sociétés approuvent ou refusent la cession ou la transmission de parts ou d'action à une personne.
Les banques sont agrémentées pour la gestion des comptes de leurs clients.

## Droit québécois
En droit québécois, l'agrément professionnel est le processus par lequel un professionnel obtient un permis délivré par un ordre professionnel. Le permis donne l'autorisation d'exercer une profession d'exercice exclusif et d'utiliser un titre réservé aux membres de cette profession. Les principales règles concernant l'agrément professionnel sont énoncées dans le Code des professions et dans les lois et règlements régissant les différents ordres professionnels.

## Musique classique
Un agrément est une note ou groupe de notes variant ou ornant une mélodie, représenté par un signe abréviatif. Leur interprétation est souvent différente suivant les compositeurs, les périodes ou les pays. Voir aussi « ornement ».